# Sebastian Schachten
Sebastian Schachten est un footballeur allemand, né le 6 novembre 1984 à Bad Karlshafen en Allemagne. Il évolue actuellement en arrière.

## Palmarès
- Borussia Mönchengladbach
  - Vainqueur de la 2. Liga : 2008